# Ilmschlößchen

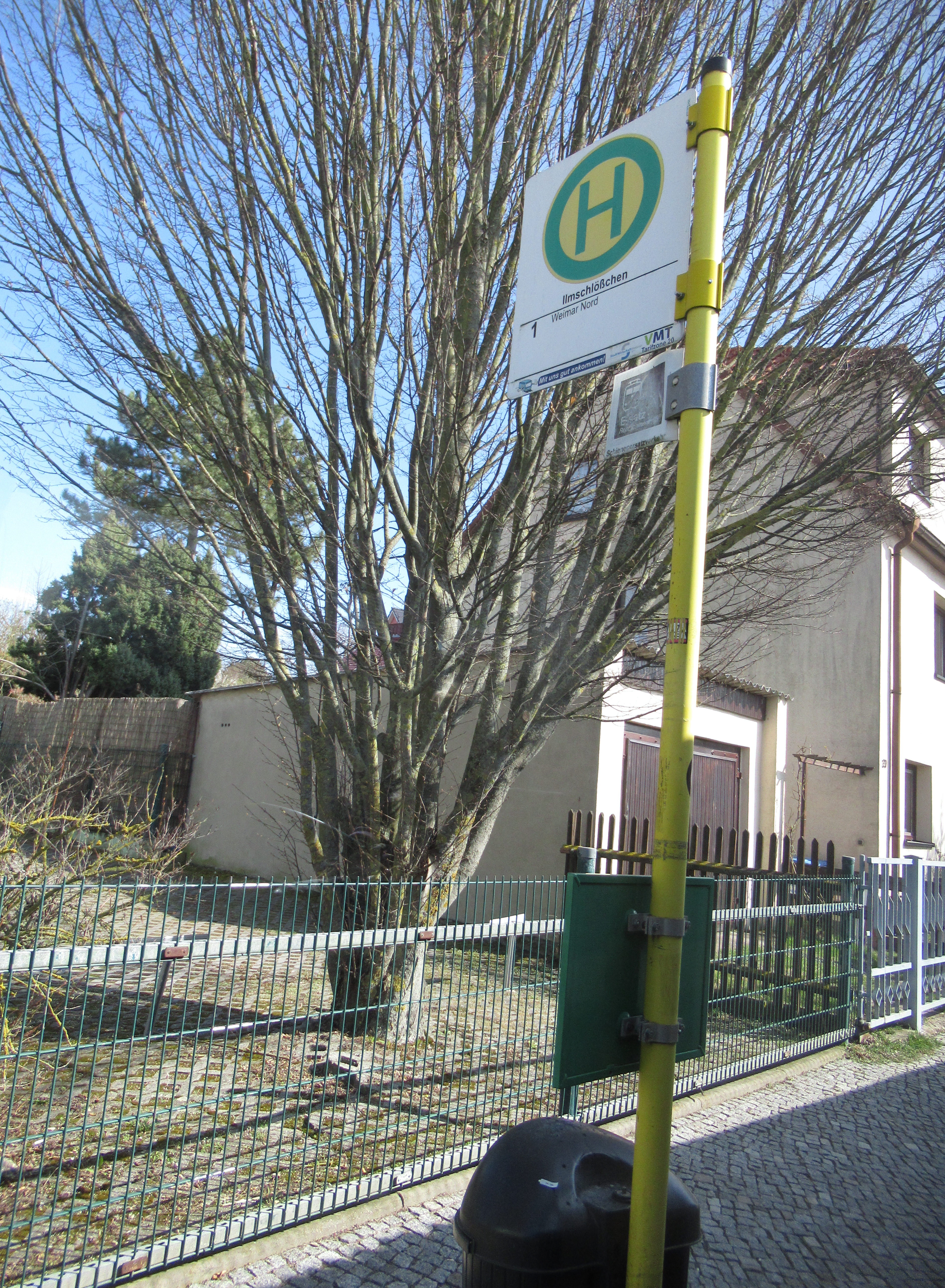
Bushaltestelle Weimar, Ilmschlößchen

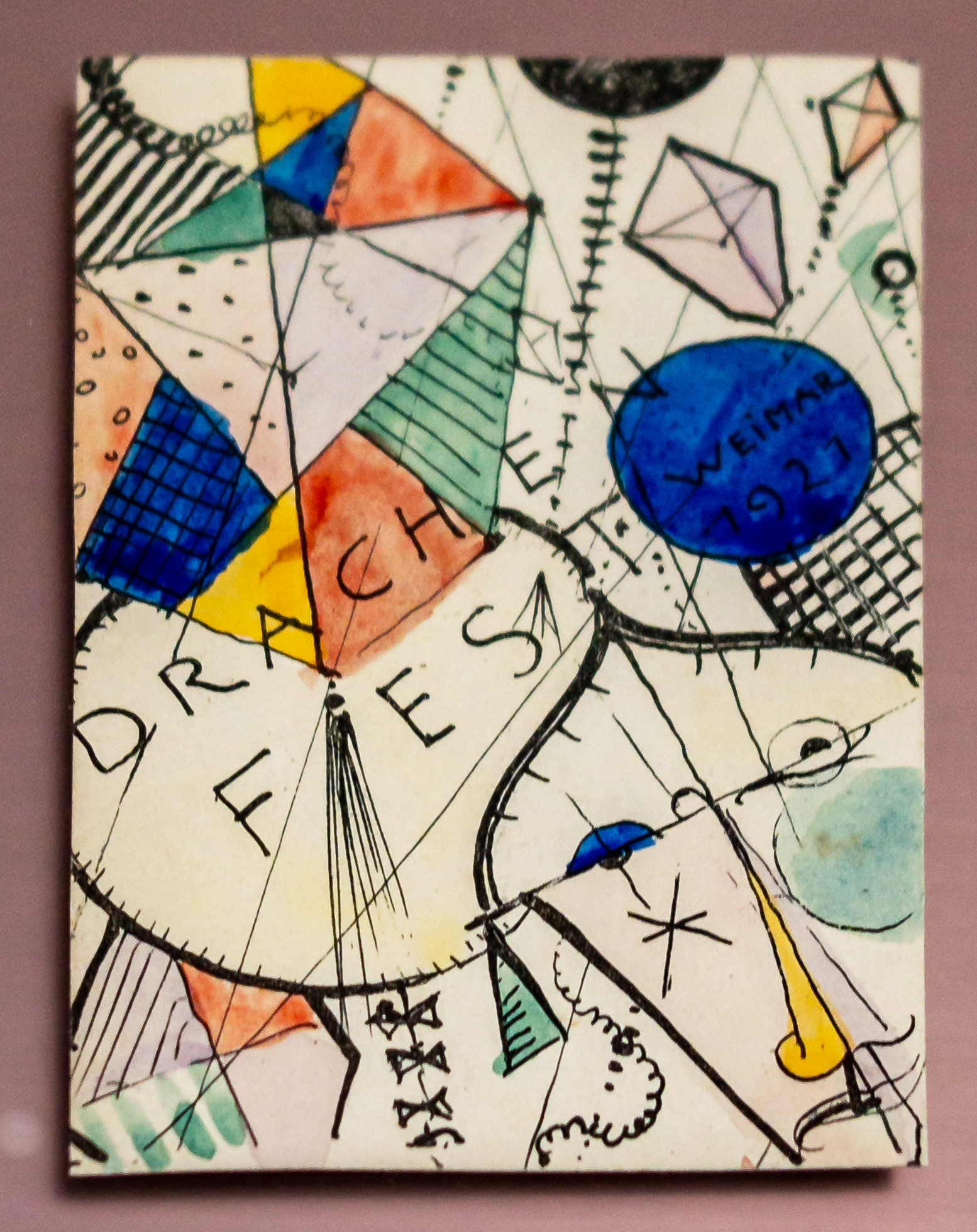
Plakat für das Drachenfest 1921

Das historische Gasthaus Ilmschlößchen liegt an der Taubacher Straße 25 im Weimarer Ortsteil Oberweimar.

## Geschichte
Das Gebäude mit Biergarten ist ein gründerzeitlicher Ziegelbau mit scheitrechten Fenstern. Das Vorortlokal war von Studenten des Bauhauses seiner billigen Preise wegen sehr beliebt. Es wurde von ihnen seit den frühen 1920er Jahren besucht. Diese trafen sich hier zu Lampionfesten und Tanzabenden. Dazu spielte auch eine Bauhauskapelle auf. Unter den Gästen waren auch die Bauhausmeister Paul Klee, Lyonel Feininger László Moholy-Nagy und Oskar Schlemmer, die das Ilmschlößchen zugleich auch einem Treffpunkt der europäischen künstlerischen Avantgarde machten. Der Sohn von Paul Klee Felix Klee hinterließ hinsichtlich der Bauhausfeste im Ilmschlößchen seine Erinnerungen. Er erwähnte diesbezüglich auch das Gasthaus zum weißen Schwan. In den 1930er Jahren war es auch Vereinslokal der Turner des Jahnbundes Oberweimar. Die Schlaraffia Vimaria hat in der Taubacher Straße 25 ihren Sitz.

## Varia
In Berka gab es bereits mindestens seit 1880 ein Lokal unter diesem Namen.